# The King of Kong: A Fistful of Quarters
The King of Kong: A Fistful of Quarters é um documentário estado-unidense que segue Steve Wiebe enquanto ele tenta bater o recorde mundial do jogo para arcade Donkey Kong do campeão atual Billy Mitchell. O filme estreou em 22 de janeiro de 2007 no Slamdance Film Festival e teve lançamento limitado nos Estados Unidos em 17 de agosto de 2007, em 5 cinemas, e até 9 de setembro de 2007, o filme havia expandido para 39 cinemas nos EUA.

## Atores
- Steve Wiebe, o desafiante
- Billy Mitchell
- Walter Day, o fundador da Twin Galaxies
- Robert Mruczek, o juíz
- Brian Kuh
- Steve Sanders
- Roy Shildt
- Todd Rogers
- Doris Self

## Prêmios e indicações
| # | Ano  | Prêmio                                                           | Categoria                   | Resultado                      | Ref.  |
| - | ---- | ---------------------------------------------------------------- | --------------------------- | ------------------------------ | ----- |
| 1 | 2007 | Austin Film Critics Association - Austin Film Critics Award      | Melhor Documentário         | Venceu                         | [ 3 ] |
| 2 | 2007 | Boston Society of Film Critics Awards - BSFC Award               | Melhor Documentário         | Indicado - (Ficou em 2o lugar) | [ 3 ] |
| 3 | 2007 | Dallas-Fort Worth Film Critics Association Awards                | Melhor Documentário         | Venceu                         | [ 3 ] |
| 4 | 2008 | Broadcast Film Critics Association Awards - Critics Choice Award | Melhor Documentário         | Indicado                       | [ 3 ] |
| 5 | 2008 | Central Ohio Film Critics Association - COFCA Award              | Melhor Documentário         | Venceu                         | [ 3 ] |
| 6 | 2008 | Chicago Film Critics Association Awards - CFCA Award             | Melhor Documentário         | Indicado                       | [ 3 ] |
| 7 | 2008 | Chlotrudis Awards                                                | Melhor Documentário         | Indicado                       | [ 3 ] |
| 8 | 2008 | Online Film Critics Society Awards                               | Melhor Documentário         | Venceu                         | [ 3 ] |
| 9 | 2008 | Satellite Awards                                                 | Melhor Filme - Documentário | Indicado                       | [ 3 ] |

## Ver Também
- Chasing Ghosts: Beyond the Arcade